# Highlight
Highlight (en hangul, 하이라이트), anteriormente conocido como Beast, es un grupo masculino surcoreano formado originalmente en 2009. Actualmente está formado por cuatro miembros: Yoon Doo-joon, Yang Yo-seob, Lee Gi-kwang y Son Dong-woon. Originalmente siendo un grupo de seis miembros, Hyunseung se fue del grupo en abril de 2016 y Junhyung en marzo de 2019.
Beast ha lanzado dos álbumes de estudio coreanos, siete miniálbumes coreanos, un álbum de estudio japonés y varios sencillos. El debut del grupo fue en octubre de 2009, cuando su primer miniálbum, Beast Is the B2ST, fue puesto a la venta. Luego lanzaron su primer álbum de estudio, Fiction and Fact, en 2011, recibiendo su primera corona triple en Mnet M!Countdown para su sencillo principal «Fiction». En el mismo año, Beast hizo su debut en Japón con el lanzamiento del sencillo Shock (versión japonesa).
El grupo ganó la atención por la falta de éxito de la industria previamente experimentado por sus miembros, con los medios de comunicación refiriéndose a ellos como "un grupo de material reciclado". Sin embargo, el grupo ha logrado importantes elogios comerciales y críticos con el tiempo, ganando el premio Bonsang en los Seoul Music Awards en 2011 y 2012. Beast ganó el Artista del Año (Daesang) en el Melon Music Awards y Álbum del Año para Fiction and Fact en los Gaon Chart Awards para el segundo cuarto del año en 2011. «Fiction» también ganó un Daesang para la Canción del Año en el 2011 KBS Music Festival. Repitieron esta hazaña en 2012, ganando Artista del Año en los Melon Music Awards.
En 2016, Beast se trasladó de empresa de Cube Entertainment a Around Us Entertainment y posteriormente cambió su nombre a 'Highlight' en 2017.

## Historia

### 2009-2010: Debut yShock of the New Era
Antes de su debut, las noticias coreanas informaron que Cube Entertainment estaría lanzando un nuevo grupo de chicos conocido como "B2ST", pronunciado "Beast". Este nombre fue cambiado a "Beast" antes de su debut, pero el grupo conserva la estilización original en todo su material promocional. El nombre de fan club de Beast se convirtió en "B2UTY" y "B2STIES", en referencia al cuento de hadas de Beauty and the Beast.
En octubre de 2009, Beast celebró su debut showcase en el MTV GongGae Hall y realizó su debut en vivo en KBS Music Bank con su sencillo de debut, «Bad Girl». Un documental que graba la historia del debut del grupo titulado MTV B2ST fue filmado durante este tiempo, mostrando a los miembros mientras filmaban su primer videoclip y se unían entre sí. Su miniálbum debut, Beast Is the B2ST ofreció cinco canciones, incluyendo la pista de introducción «Beast Is the B2ST», «Mystery» y «Oasis». La canción «Yet» (아직은, Ajigeun) fue prohibido de airplay debido a la toma de posesión en el rap de Jun-hyung. Beast ganó su primer premio, Novato del Mes de diciembre, otorgado por el Ministerio de Cultura, Deportes y Turismo.
A principios de 2010, Beast promovió su segundo sencillo, «Mystery», del miniálbum. Los miembros crearon su propio video musical aficionado humorístico para la canción, ofreciendo a compañeros cantantes amateurs coreanos incluyendo a miembros de Girls' Generation y Kara. El miniálbum pasó a vender 40.000 copias, una hazaña inusual para un grupo coreano de novatos, con el número de copias inicial del álbum de 20.000 ejemplares agotados en su primer mes.
En enero de 2010, Beast y sus compañeras de sello, el grupo femenino 4Minute, firmaron con Universal Music Group para sus promociones internacionales y lanzamientos de álbumes, e iniciaron sus primeras promociones internacionales en Taiwán con 4Minute. El grupo fue galardonado con el Premio a la Mejor Revelación junto a los grupos de chicas T-ara y After School en el 19º Seoul Music Awards en febrero de 2010.
Beast lanzó su segundo miniálbum Shock of the New Era en marzo de 2010 con el sencillo «Shock». El grupo logró su primera victoria número uno en Mnet M!Countdwn con «Shock». El álbum rápidamente vendió 20.000 copias en Corea, y fue certificado en la categoría Disco de Oro en Singapur. Las críticas de la canción original describen que tiene voces poderosas y un sonido fuerte influenciado por el rock, un alejamiento de la sensación pop de su sencillo de debut, y elogió la compleja coreografía de la pista en actuaciones en vivo.
Durante el período de la promoción para «Shock», el grupo realizó una versión orquesta de la balada del grupo coreano Noel «Despite Holding On» (붙잡고 도, Butjapgodo), y fueron reconocidos como el grupo de chicos con capacidad excepcional del canto. Una versión del sencillo digital de su tema «Easy» de su álbum Shock of the New Era fue lanzado en abril de 2010 con el título «Easy (Sincere Ver.)». La pista utiliza cuerdas y piano en contraposición a la sensación de hip-hop y los instrumentos electrónicos del original.
En agosto de 2010, Beast recibió el Golden Disk Award de Singapur, Malasia y Tailandia en el 'CUBE Stars Party 2010' en Seúl. Beast y 4Minute también se convirtieron en los primeros artistas coreanos en ser invitados a actuar en la etapa de pre-apertura de los Juegos Olímpicos de Singapur. El grupo fue galardonado con el Cool Star Award en el Mnet 20's Choice Awards de 2010. El músico estadounidense de R&B Omarion hizo una aparición sorpresa como invitado en el escenario con el grupo al recibir su premio. Omarion había invitado antes a Beast a actuar con él después de ver un clip de YouTube del grupo entregando un espectáculo de baile de su sencillo «Ice Box».

### 2010:Mastermind,Lights Go On AgainyMy Story
El 17 de septiembre de 2010, Beast lanzó la canción «Clenching a Tight Fist» (주먹 을 꽉 쥐고, Jumeogeul Kkwak Jwigo) como un sencillo de su tercer miniálbum, Mastermind. La canción ganó la anticipación y la atención del público por la excelente habilidad vocal que exhibieron. Mastermind fue lanzado el 28 de septiembre de 2010. El 8 de octubre de 2010, una semana después de su regreso, Beast se adjudicó el primer lugar en KBS Music Bank con la canción «Breath» (숨, Soom) de Mastermind. La canción fue conocida por su sonido original y coreografía distintiva. El 23 de octubre de 2010, Beast es uno de los receptores del Premio Artista Influencia de Asia que se da a los que habían ganado la mayor atención en Asia para el año.
El 3 de noviembre de 2010, Beast abrió las ventas pre-ordenadas para su cuarto miniálbum llamado Lights Go On Again. El álbum tomó los 5 primeros lugares en las listas de música de Mnet el 8 de noviembre de 2010, con su pista principal, «Beautiful» debutando en el primer lugar, mientras que el álbum de cuatro pistas restantes se situaron 2.º, 3.º, 4.º y 5.º, respectivamente. Según el sitio de ventas del álbum Hanteo, las ventas del álbum del grupo demostraron gran éxito, con sus cifras de ventas ocupando el primer lugar. El 15 de noviembre de 2010, Beast lanzó la primera parte del drama musical de relevo del cuarto miniálbum en su canal oficial de YouTube. Se ganó el interés de los aficionados, así como los promotores extranjeros y los medios de comunicación por el estilo y el concepto de los videos musicales.
La discografía de Beast entró en Japón con el lanzamiento de su primer álbum japonés, llamado Beast - Japan Premium Edition, el 24 de noviembre de 2010. Debutó en el puesto 13 en las listas de álbumes semanales de Oricon. El 27 de noviembre de 2010, Beast celebró su primer showcase japonés llamado 'The Legend of Beast, Vol. 1' en el Tokyo Big Site en Ohdaiba, Tokio. Los miembros fueron transportados al sitio del showcase en helicóptero, donde pudieron ver una formación humana del nombre del grupo formado por los aficionados como un saludo de bienvenida. El grupo realizó 9 pistas éxito, incluyendo «Bad Girl», «Shock» y «Breath». También anunciaron sus planes de debutar oficialmente en Japón en febrero de 2011.
El 1 de diciembre de 2010, Beast ganó un premio por ser una de las figuras más fotogénicas de 2010 por el 11.º Festival de Artes Visuales de Corea, organizado por la Asociación de Directores de Cámaras de Radiodifusión de Corea. El 9 de diciembre, Beast fue galardonado con el Yepp Newcomer Award en el 25.º Golden Disk Awards. Según el sitio de investigación de álbumes vendidos Hanteo Chart el 11 de diciembre de 2010, Beast ha vendido 107.006 copias de enero a octubre de 2010 con 4 de sus miniálbumes lanzados, incluyendo su primer miniálbum. Esto hizo que Beast fuese el único grupo novato de todos los grupos de chicos que han vendido más de 100.000 copias en 2010. Esta hazaña solo muestra la creciente popularidad de los grupos. Beast celebró su primer concierto en solitario el 12 de diciembre de 2010 en el Jamsil Indoor Stadium en Seúl. El título oficial del concierto fue 'Welcome to the Beast Airline'.
El 23 de diciembre, se anunciaron los planes para la liberación de dúos auto-compuestos por los miembros del grupo. Las pistas lanzadas fueron «Thanks To», una pista hiphop de Yoseob y Junhyung en agradecimiento a sus fanes, la canción de R&B «Let It Snow» de Hyunseung y Kikwang, los bailarines principales, y la canción balada «When The Door Closes» (문 이 닫히면, Muni Dathimyeon) de Doojoon y Dongwoon, donde el piano protagoniza la canción de amor. Las canciones debutaron en el Mnet M!Countdown. Las canciones fueron lanzadas el 21 de diciembre de 2010 como el miniálbum digital My Story.

### 2011: Debut de su álbum de estudio japonés
El grupo fue galardonado con el Premio Bonsang en el 20th Seoul Music Awards el 20 de enero de 2011, donde realizaron sus canciones éxito «Shock» y «Breath». Beast también fue clasificado como el número 40 en el Forbes Korea Power Celebrity lanzado el 24 de febrero de 2011. Su primer sencillo japonés, «Shock», fue lanzado el 16 de marzo de 2011 y debutó en el número 2 en el gráfico semanal de Oricon. Sin embargo, debido al terremoto Tōhoku en 2011, todas las promociones japonesas programadas para su sencillo fueron canceladas.
Beast lanzó su primer álbum de estudio coreano el 17 de mayo de 2011 titulado Fiction and Fact. Su canción «On Rainy Days», lanzada como sencillo digital antes del lanzamiento de su álbum, ganó el primer lugar en el episodio del 27 de mayo de 2011 de KBS Music Bank en lugar de su canción principal «Fiction». Su segundo sencillo japonés, «Bad Girl», fue lanzado el 15 de junio de 2011.

### 2012: Gira internacional, Beautiful Show,Midnight Sun
En 2012, Beast realizó una gira internacional, "Beautiful Show", que visitó 17 ciudades de 12 países diferentes de Asia, Europa, América del Norte y América del Sur. También fueron presentados en la banda sonora del drama coreano, "Big", con una canción titulada «Hateful Person».
El 11 de julio a medianoche KST, Beast celebró un evento "Hang Out On Live Air" en su página de Google+ para conmemorar sus 1000 días como un grupo desde su debut en 2009. Hablaron con aficionados de 50 países y revelaron información sobre su regreso. A pesar de ser una sesión de streaming en vivo tardío, muchos fanes se sintonizaron para mostrar su apoyo a Beast.
El 21 de julio, Beast lanzó su quinto miniálbum Midnight Sun. Casi una hora después de que su miniálbum fue lanzado, el video musical de «Beautiful Night» fue lanzado en el canal oficial de YouTube de Beast. El 26 de julio de 2012 a las 23:00, realizaron un concierto de guerrilla en la Gwanghwamun Plaza, frente a una audiencia de 4.000 personas, para promover su quinto miniálbum Midnight Sun, y la actuación fue transmitida por el programa de música SBS Inkigayo. El 16 de agosto, Beast ganó una corona triple en M!Countdown para «Beautiful Night», que alcanzó el primer lugar en las listas durante tres semanas consecutivas.

### 2013:Will You Be OkayyHard to Love, How to Love
El 29 de mayo de 2013, Beast lanzó el sencillo digital titulado «Will You Be Okay?», una balada escrita por el miembro Yong Junhyung.
El 11 de julio, Cube Entertainment reveló el nombre del álbum, titulado Hard to Love, How to Love, y la fecha de lanzamiento del álbum, 19 de julio, a través de su cuenta de Twitter. El 12 de julio, la etiqueta reveló la pista promocional del álbum, titulada «Shadow», y una foto promocional. El 15 de julio, también se reveló la lista de temas del álbum, compuesta de ocho temas, y al día siguiente, 16 de julio, se lanzó el video musical de «Shadow» en la cuenta oficial de YouTube del grupo seguido del lanzamiento del video musical completo para «Shadow» el 19 de julio.

### 2014-2015:Good Luck,Time,Ordinary
El 16 de junio de 2014, Beast lanzó su sexto miniálbum Good Luck.
El 5 de octubre de 2014, Beast anunció el próximo lanzamiento de su séptimo miniálbum titulado Time, con un video teaser publicado en su canal oficial de YouTube. El álbum fue lanzado el 20 de octubre de 2014.
Lanzaron su octavo miniálbum Ordinary el 27 de julio de 2015.

### 2016: Salida de Hyunseung,Highlight ynuevo selloAround US Entertainment
El 19 de abril de 2016, Cube Entertainment publicó un comunicado confirmando la salida de Hyunseung del grupo. La banda continuará como un grupo de cinco miembros y Hyunseung continuará como artista en solitario. La razón de su salida se debió a las diferencias en los estilos musicales entre él y los otros miembros.
El 21 de junio, Beast anunció el próximo lanzamiento de su tercer álbum de estudio, Highlight (que posteriormente sería su futuro nombre después de dejar Cube Entertainment). El álbum fue lanzado el 3 de julio, con el prelanzamiento de la pista «Butterfly» (lanzado el 26 de junio), y «Ribbon» como sus pistas título. Este es su primer regreso como un grupo de 5.
El 15 de diciembre de 2016, Beast anunció oficialmente el lanzamiento de su nueva etiqueta Around US Entertainment, dejando posteriormente su etiqueta de 7 años, Cube Entertainment. Como el nombre Beast está registrado por Cube, Beast podría no ser capaz de promocionar bajo el nombre. Las discusiones sobre la marca estarían en curso.
El 19 de diciembre de 2016, Beast anunció una reunión de fanes sorpresa, "777 Party", que se llevaría a cabo en el Jangchung Gymnasium el 31 de diciembre de 2016. Este es su primer evento después de ser administrado por su nuevo sello.

### 2017: Cambio de marca como 'Highlight',Can You Feel It?,Calling You y Celebrate
El 24 de febrero de 2017, Around Us Entertainment anunció que los miembros promoverán bajo el nombre Highlight de ahora en adelante.
El 2 de marzo de 2017, se anunció que Highlight debutaría oficialmente el 20 de marzo de 2017 con su miniálbum Can You Feel It?. 
El 9 de abril de 2017, Highlight anunció que realizarían su primera gira de conciertos como Highlight y lanzarían un álbum repackaged Calling You el 29 de mayo. 
El 16 de octubre de 2017, Highlight lanzó su segundo EP, Celebrate , en la celebración de su octavo aniversario.

### 2018-2020: Alistamiento militar,Outroy salida de Jun-hyung
El 24 de agosto de 2018, Doo-joon se alistó para el servicio militar obligatorio. Fue dado de alta el 10 de abril de 2020.
Se anunció que el álbum especial de Highlight, Outro, se lanzará el 20 de noviembre de 2018, siendo promocionado con 4 miembros. 
El 24 de enero de 2019, Yo-seob comenzó su servicio militar obligatorio como oficial de policía reclutado. El 30 de agosto de 2020 fue dado de baja del ejército.
El 13 de marzo de 2019, Junhyung anunció su salida de Highlight después de admitir haber visto videos ilegales que le envió el cantante Jung Joon-young, quien estaba bajo investigación por filmar a mujeres sin su consentimiento mientras estaban ebrias o drogadas en el Escándalo del Burning Sun.       
El 18 de abril de 2019, Gi-kwang comenzó su servicio militar obligatorio como oficial de policía reclutado. El 17 de noviembre de 2020, Gi-kwang fue dado de baja del ejército.
El 9 de mayo de 2019, Son comenzó su servicio militar obligatorio como policía reclutado. El 7 de diciembre de 2020, Dong-woon fue dado de baja del ejército, marcando el final del alistamiento militar de Highlight.

### 2021-presente: The Blowing, After Sunset, Daydream y Switch On
Después de una pausa de dos años y medio, Highlight hizo su primer regreso como grupo de cuatro miembros el 3 de mayo de 2021 con su tercer EP, The Blowing .
Luego lanzaron otros tres álbumes en 2022, 2023, y 2024 compuestos por los miembros del grupo en su mayoría. Así como también hicieron variados conciertos en Corea para sus fanes llamados lights.

## Imagen y arte
El 3 de diciembre de 2010, Beast asistió a la muestra de la colección de moda de Patricia Field que se encontraba en Seoul Chungnamdong MCM Haus y fue elogiado por la propia Patricia Field por su "apariencia distintiva y moderna". Para esta colección, MCM y Patricia Field trabajaron juntos para lucir un estilo moderno neoyorquino con una bolsa de compradores de moda, bolso, embrague, y más artículos y el dinero obtenido de la misma fue donado a la "Ayuda para Desastres de Corea" en beneficio de los civiles que quedaron sin hogar por el incidente de Yeonpyeong.
El 18 de abril de 2012, Beast colaboró con Jim Rickey para hacer su propia marca de zapatillas deportivas, Beast X Jim Rickey. Los miembros de Beast estuvieron directamente involucrados en el diseño de estas zapatillas y estarán disponible en 6 colores diferentes.

## Otras actividades

### Apariciones en televisión
Beast fue el tema de un programa de telerrealidad de corta duración, MTV B2ST, que fue organizada por MTV. La emisión fue transmitida una vez por semana a partir del 23 de agosto al 9 de octubre de 2009, con un total de diez episodios. El programa mostró su viaje previo a su debut. Fue anunciado en marzo de 2010 que Beast será el anfitrión de la segunda temporada de MTV B2ST titulado MTV Beast Almighty. Después de la transmisión de su debut el anterior año, la temporada 2 tenían fanes y los deseos de los televidentes de conocerlos como el concepto del programa donde los miembros tendrán que escoger un deseo de conceder por cada episodio. La show comenzó una vez por semana a partir del 10 de abril al 29 de mayo de 2010. Beast se convirtió en el protagonista de la serie Idol Maid transmitida semanalmente desde del 21 de julio al 13 de octubre de 2010. El grupo también tuvo un papel en la comedia More Charming by the Day.
Beast fue seleccionado como un enviado de relaciones públicas para promover el programa de audición Global Super Idol, que se emitió en noviembre de 2011. También asistieron a los actos previos de Corea, Tailandia y China para alentar a los participantes y dar consejos. Global Super Idol es un programa de audición mundial que enfrenta a los finalistas de Tailandia y China contra los finalistas de Corea. Todos los finalistas asistirán al show principal en Corea. Desde que Beast es muy popular en países asiáticos, como Tailandia, Japón y China, su popularidad ayudó a convertirse en el show popular también por el desempeño de sus canciones para los fanes y los concursantes de todo el mundo.
Beast fue parte del reality show de 12 episodios, Showtime: Burning the BEAST, en 2014. Fue su primer reality show en 4 años, que les ofreció conocerse mejor a través de misiones.
En 2011 y 2015 apareció como invitado en el programa 2 Days & 1 Night.

## Miembros
| Miembros         | Miembros         | Miembros             | Miembros             | Miembros                      | Miembros                        | Miembros                            |
| Nombre artístico | Nombre artístico | Nombre de nacimiento | Nombre de nacimiento | Fecha de nacimiento           | Lugar de nacimiento             | Posición                            |
| Romanización     | Hangul           | Romanización         | Hangul               | Fecha de nacimiento           | Lugar de nacimiento             | Posición                            |
| ---------------- | ---------------- | -------------------- | -------------------- | ----------------------------- | ------------------------------- | ----------------------------------- |
| Doojoon          | 두준             | Yoon Do Joon         | 윤두준               | 4 de julio de 1989 (35 años)  | Goyang, Gyeonggi, Corea del Sur | Líder, Sub-Vocalista                |
| Yoseob           | 요섭             | Yang Yo Seob         | 양요섭               | 5 de enero de 1990 (35 años)  | Seúl, Corea del Sur             | Vocalista Principal                 |
| Gikwang          | 기광             | Lee Gi Kwang         | 이기광               | 30 de marzo de 1990 (35 años) | Gwanju, Corea del Sur           | Vocalista Líder, Bailarín Principal |
| Dongwoon         | 동운             | Son Dong Woon        | 손동운               | 6 de junio de 1991 (34 años)  | Busan, Corea del Sur            | Maknae, Sub-Vocalista               |

## Discografía

### Como BEAST

#### Álbumes de estudio
- Fiction and Fact (2011)
- Hard to Love, How to Love (2013)
- Highlight (2016)

#### EP
- Beast is the B2ST (2009)
- Shock of the New Era (2010)
- Mastermind (2010)
- Lights Go On Again (2010)
- My Story (2010)
- Midnight Sun (2012)
- Good Luck (2014)
- Time (2014)
- Ordinary (2015)

### Como HIGHLIGHT

#### Álbumes de estudio
- DAYDREAM (2022)

#### EP
- Can You Feel It? (2017)
- CELEBRATE (2017)
- OUTRO (2018)
- The Blowing (2021)

## Giras y conciertos
- 2011 Welcome to Beast Airline'
- 2012 Beautiful Show - Olympic Gymnastics Arena (4 y 5 de febrero)
- 2013 Beautiful Show - Olympic Gymnastics Arena (20 y 21 julio)
- 2014 Beautiful Show - Olympic Gymnastics Arena (16 y 17 de agosto)
- 2015 Beautiful Show - Olympic Gymnastics Arena, Seúl (29 y 30 de agosto), Hong Kong (30 de mayo) y Taipéi, Taiwán (6 de junio)
- 2016 Beautiful Show - Olympic Gymnastics Arena, Seúl (20 y 21 de agosto)

## Filmografía

### Programas de variedades
| Año  | Programa             | Notas                                     |
| ---- | -------------------- | ----------------------------------------- |
| 2017 | I Can See Your Voice | Ep. #10 - invitados (todos menos Gikwang) |